# Prattville (Alabama)
 For alternative betydninger, se Prattville. (Se også artikler, som begynder med Prattville)
Prattville er en by i den centrale del af staten Alabama i USA. Byen ligger i Autauga County og Elmore County og er administrativt centrum for Autauga County. Byen har 37.781(2020) indbyggere.